# Avies
Avies war eine estnische Fluggesellschaft mit Sitz in Tallinn und Basis auf dem Flughafen Tallinn.

## Geschichte
Avies wurde am 11. April 1991 gegründet. Im Juli 2015 war ein Insolvenzverfahren über Avies eröffnet worden. Die wirtschaftlichen Schwierigkeiten führten dazu, dass dem Unternehmen im April 2016 das Air Operator Certificate für sechs Monate entzogen wurde. Die Flugrouten nach Kuressaare und Kärdla wurden daraufhin neu ausgeschrieben und gingen an Transaviabaltika.

## Flugziele
Avies führte von Tallinn hauptsächlich nationale Flüge durch. International wurde lediglich Stockholm/Arlanda angeflogen. Daneben bietet sie Taxi- und Charterflüge an.

## Flotte

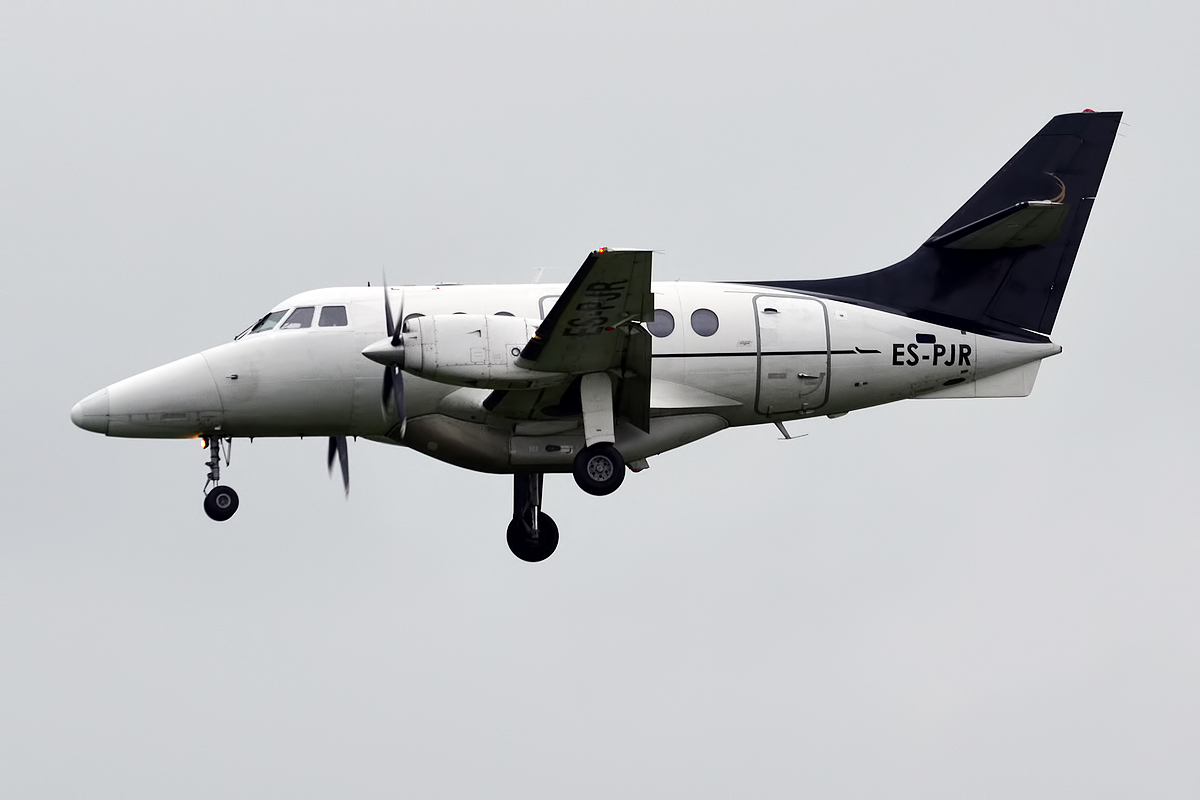
BAe Jetstream 32EP der Avies

Mit Stand April 2017 bestand die Flotte der Avies aus zehn Flugzeugen:
| Flugzeugtyp         | Anzahl | bestellt | Anmerkungen             |
| ------------------- | ------ | -------- | ----------------------- |
| BAe Jetstream 31    | 04     |          |                         |
| BAe Jetstream 32EP  | 01     |          |                         |
| Learjet 31A         | 01     |          | Geschäftsreiseflugzeuge |
| Learjet 60          | 02     |          | Geschäftsreiseflugzeuge |
| Let L-410UVP-E      | 01     |          |                         |
| Raytheon Hawker 750 | 01     |          | Geschäftsreiseflugzeug  |
| Gesamt              | 10     | –        |                         |